# 累西腓历史中心

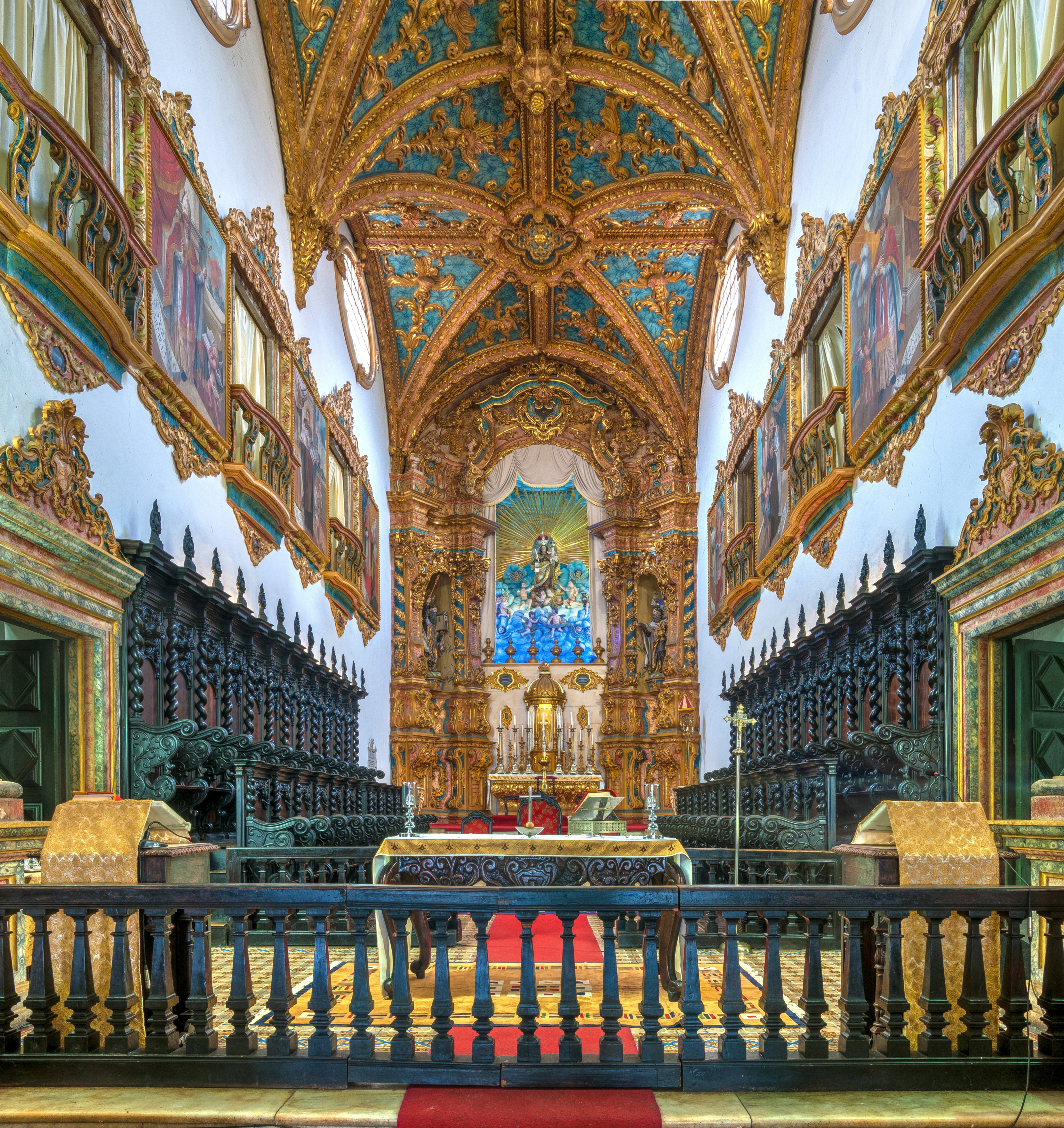
圣母圣衣圣殿内部

累西腓历史中心（葡萄牙语：Centro Histórico do Recife）是巴西东北部伯南布哥州首府累西腓的旧城部分。还有一个扩展的历史中心：所谓的北区（Zona Norte），它正好对应于城市的西北部。它连同奥林达、伊加拉苏和瓜拉拉佩（Guararapes）的历史遗迹,代表了巴西主要的路线之一巴洛克艺术，它的一些不同修会的教堂都是巴西最古老的。
累西腓是巴西最古老的一个州首府，创建于1537年，这里是巴西殖民时期最大的甘蔗出口港。然而，直到1630年荷兰入侵之后，它才经历了重大的发展，成为新荷兰殖民地的总部，超越了附近被摧毁的奥林达。
在巴西的五处巴洛克遗产地中，累西腓是唯一尚未获得联合国教科文组织文化遗产称号的一处。虽然这个伯南布哥州首府历史中心的大部分确实曾被拆除重建，但是仍然复原了具有特殊重要性的宗教建筑，已列入国家历史与艺术遗产协会（IPHAN）名录。巴西天主教会的总部并不设在累西腓，因此，其巴洛克式教堂的建造费用都是来自当地富商人的捐献。